# Cassephyra perampla
Cassephyra perampla är en fjärilsart som beskrevs av W. Warren 1909. Cassephyra perampla ingår i släktet Cassephyra och familjen mätare. Inga underarter finns listade i Catalogue of Life.